# Buzoneo

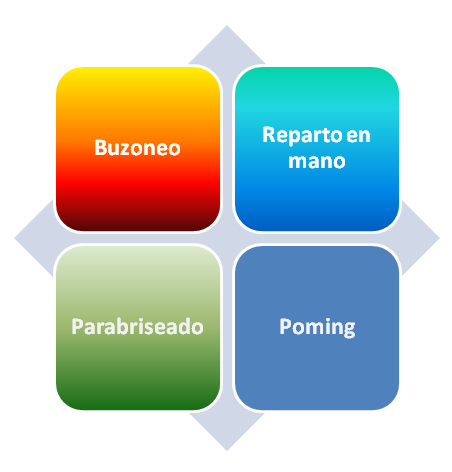
Ejemplo de servicios que incluye el buzoneo.

El buzoneo es una expresión relacionada con la mercadotecnia, que se refiere a la introducción de impresos publicitarios en los buzones de aquellos que se considera consumidores potenciales. Es una acción o técnica utilizada en mercadotecnia directa.
Los soportes que se utilizan con mayor frecuencia son:
- Revistas comerciales con o sin encartes.
- Folletos o panfletos.
- Dípticos o trípticos.
- Hojas comerciales.
- Tarjetas o tarjetones publicitarios.
- Calendarios publicitarios.
- Parabriseado
- Sampling o reparto de muestras.
- Perching y poming

El buzoneo es frecuentemente utilizado por los comercios para atraer a los clientes que se encuentran dentro de su radio de acción. Las cadenas de supermercados, al igual que las grandes superficies, suelen introducir periódicamente sus folletos en los buzones de su área de influencia; con ellos destacan las promociones de la semana o el mes.
El buzoneo también lo utilizan los establecimientos nuevos que quieren promocionarse en la zona, generalmente ofreciendo descuentos o promociones de lanzamiento. Algunos profesionales también aplican esta técnica promocional y dan a conocer sus servicios y tarifas mediante la introducción de diverso material publicitario en los buzones de su entorno. Tal es el caso de fontaneros, cerrajeros, electricistas, empresas de limpieza, etc.
El buzoneo es generalmente contratado a empresas especializadas que distribuyen los impresos a mano.
Algunas comunidades de vecinos intentan defenderse de la recepción masiva de publicidad prohibiendo el buzoneo o colocando un buzón común en la entrada al edificio o en el patio, para depositar la publicidad.
Actualmente, en el contexto de Internet, también se habla de «ciberbuzoneo», que consiste en el reparto publicitario a través del correo electrónico.
La variante del sampling o reparto de muestras como el nombre indica consiste en el reparto de una pequeña cantidad del producto o muestra para que el cliente tenga la posibilidad de probarlo antes de comprarlo. Según investigaciones de la Brand Activation Association (BAA) alrededor del 69% de clientes que cogen una muestra indican que las muestras influencian en su compra final. 
El buzoneo se ha convertido en la técnica  de marketing más utilizada en España. Un ejemplo de Agencia de publicidad especializada en buzoneo es la sevillana Multipubli Sevilla®  referente en el mundo del buzoneo en la provincia de Sevilla que ejemplariza el claro ejemplo de que el buzoneo puede ser una herramienta efectiva en el mundo del marketing siempre y cuando sea de la mano de profesionales del sector publicitario.  
Para realizar un buen presupuesto de buzoneo barato lo primero es analizar los datos de poblaciones reales, mediante nuestra base de datos censal, podemos saber la cantidad de viviendas y pisos por localidad para poder decirle la cantidad de folletos de publicidad que necesita.   
Si no tiene claro las cantidades a buzonear pongase en contacto con una agencia de buzoneo como BuzoneoFacil para analizar las cantidades óptimas para un buen reparto de publicidad. Las cantidades para hacer un buen buzoneo tienen que ser a nivel masivo por ejemplo:
Para hacer un buzoneo Barcelona las cantidades mínimas aconsejadas son de 40.000 unidades.
Para un buzoneo en Madrid 50.000 unidades.

## Efecto ambiental
El impacto ecológico que la publicidad impresa genera ha sido numerosas veces causa de debate en diferentes ámbitos legislativos. Se critican los efectos tanto de la producción de papel como soporte publicitario, como de la basura generada un instante después de haber cumplido con su cometido informativo. El buzoneo digital utiliza este argumento como uno de sus puntos fuertes frente al buzoneo tradicional.

## Legalidad
El buzoneo como práctica está regulado como actividad publicitaria en terreno de dominio público, y como se da en ámbito local es cada ayuntamiento el que crea una normativa a medida de sus vecinos. Mientras que hay ayuntamientos que imponen multas elevadas a las empresas anunciantes o a la misma agencia, la mayoría aluden a las normas cívicas de respetar la voluntad expresa de los individuos o de asociaciones de vecinos, y obligan a depositar la publicidad en canastas o buzones dirigidos a este menester.

### Privacidad
El buzoneo puede generar problemas de privacidad en el caso de que se envía de forma indiscriminada. En el caso del buzoneo digital es algo legislado y existen herramientas para paliar sus efectos. Sin embargo en el caso del buzoneo físico o tradicional, el recibir publicidad no solicitada es frecuente, difícil de paliar, y puede suponer una violación de la privacidad. Numerosas plataformas de consumidores intentan que se legisle en contra de aquellas empresas que hagan uso de este medio publicitario sin permiso del receptor.